# Funktionell separation
Funktionell separation är inom telekomsektorn en åtgärd för att vertikalt separera slutkundsförsäljning från grossistförsäljning inom ett och samma företag. Uttrycket har framförallt använts för marknaden för DSL-tjänster. Syftet är att förbättra konkurrensen genom att alla bredbandsleverantörer ska garanteras likabehandling och att ägaren till accessnätet inte ska få konkurrensfördelar.
En proposition om funktionell separation presenterades av infrastrukturminister Åsa Torstensson i mars 2008 och lagändringen trädde ikraft 1 juli samma år.

## Bakgrund
Ägaren av accessnätet har genom exempelvis bättre tillgång till information, gemensamma datasystem och liknande möjligheter att låta sin egen slutkundsförsäljning få fördelar på bekostnad av konkurrenterna. I Sverige förekom det kritik mot nätägaren TeliaSonera från andra operatörer som menade att de inte på lika villkor kunde sälja DSL-tjänster och att TeliaSonera tog för mycket betalt
Detta fick regeringen att den 19 april 2007 ge Post- och telestyrelsen (PTS) i uppdrag att utarbeta förslag på hur ett lagförslag skulle kunna se ut som kan tvinga dominanta aktörer att separera sina slutkunds- och grossistverksamheter. 
PTS presenterade sitt svar på regeringens uppdrag den 14 juni samma år och där föreslogs att PTS skulle få möjlighet att kunna kräva att en dominant nätägare inför en funktionell uppdelning så att slutkundsförsäljningen separeras från grossistförsäljningen enligt framförallt en modell från Storbritannien, s.k. Open Reach.
Regeringens proposition om funktionell separation presenterades av infrastrukturminister Åsa Torstensson i mars 2008 och lagändringen trädde ikraft 1 juli samma år.
EU:s reviderade lagstiftning om elektronisk kommunikation, det s.k. Telekompaketet innehåller skrivningar om tekniknetrual funktionell separation. När detta implementeras i svensk lagstiftning kommer PTS således kunna ålägga dominanta marknadsaktörer att särskilja slutkunds- och grossistförsäljning även av fiberprodukter. Ett sådant åläggande måste godkännas av EU-kommissionen.

## Propositionens innehåll
Proposition 2007/08:73 Funktionell separation för bättre bredbandskonkurrens innebär att om det finns synnerliga skäl ska en vertikalt integrerad dominant aktör som av PTS ålagts skyldighet om s.k. LLUB-tillträde och s.k. bitströmstillträde till accessnätet kunna åläggas att genomföra en funktionell separation av de verksamheter som förvaltar, driver och tillhandahåller nätet och nödvändiga tillhörande installationer. Syftet bakom ett sådant åläggande om separation ska vara att garantera icke-diskriminering och insyn så att konkurrerande operatörer inte missgynnas. Åläggandet kan förenas med villkor som syftar till att säkra den avskilda verksamhetens oberoende i förhållande till operatörens egen försäljningsverksamhet i slutkundsledet. Enligt gällande EU-direktiv får ett beslut om tvingande eller frivillig funktionell separation inte fattas utan att ett förslag till beslut först har godkänts av EU-kommissionen.